# Puy de Sancy
Pour les articles homonymes, voir Sancy.
Le puy de Sancy est un sommet des monts Dore situé dans le département du Puy-de-Dôme, partagé entre les communes de Chambon-sur-Lac, Chastreix et Mont-Dore, à 35 km au sud-ouest de Clermont-Ferrand. C'est, avec ses 1 885 m d'altitude, le point culminant du Massif central et le plus haut volcan en France métropolitaine.

## Toponymie
Le puy de Sancy aurait porté au XIXe siècle le nom de puy de la Croix (en auvergnat : le Puèi de la Crotz) en raison d'une croix monumentale située à son sommet[réf. nécessaire]. Toutefois, l'origine du nom actuel semble dériver de la Saint-Sixte, célébrée le 6 août, qui marquait autrefois la date d'un important pèlerinage au sommet de la montagne où se rendaient les habitants des communes avoisinantes, notamment les paroissiens de Saint-Donat dont saint Sixte est le patron.
À la fin du haut Moyen Âge, au pied du puy de Sancy se trouvait, citée en 955-985, une cortem ... que vocatur Monteaurum, l'actuelle ville du Mont-Dore. Non loin de là, une église est citée en 1096 comme ecclesiam sanctorum martyrum Cyrici et Julite. Durant tout le haut Moyen Âge et l'Ancien Régime, le sommet  est appelé Mondor, Mont Dor, du nom du domaine du haut Moyen Âge. À partir de 1786, il n'est plus appelé que puy de Sancy, autrement pic de Sancy en 1801, puy Sancy en 1823, mont Sancy en 1840... Sancy est une graphie de la forme dialectale San Ci,  issue du nom latin Sanctus Cyricus, patron de l'église attestée en 1096. L'enfant Cyr et sa mère Julitte ont été martyrisés à Tarse en l'an 304. Quant à puy, il s'agit de la forme régionale dérivée du latin podium, « petite éminence, hauteur au sommet arrondi ».
Il est appelé Puèi de la Crotz (/pɛj də la kʁu/) ou Puèi de Sancí (/pɛj də ʃɑ̃ˈʃi/) en occitan.

## Géographie

### Topographie
Le puy de Sancy est un sommet d'allure alpine qui tranche radicalement avec les autres sommets du Massif central, à l'exception de quelques sommets des monts du Cantal. En effet, on y rencontre de fortes pentes et de nombreuses arêtes déchiquetées. Il est prisé des alpinistes tout comme les autres sommets ou rochers escarpés qui l'entourent : puy Ferrand, dent de la Rancune… Par ailleurs, quatre vallées, travaillées par les glaciers, prennent naissance sur ses flancs :
- Chaudefour (nord-est) ;
- Fontaine salée (sud) ;
- Dordogne (nord) ;
- Biche (ouest).

Parmi les ruisseaux qui prennent leur source sur les flancs du Sancy : la Dore à 1 680 m d'altitude, et la Dogne à 1 640 m, et qui en se réunissant à 1 370 m d'altitude, donnent naissance à la Dordogne.
Le 26 juillet 2024, des géologues ont mené une campagne de mesure de l'altitude du puy de Sancy. Les résultats, dévoilés en septembre, indiquent une altitude de 1 884,82 mètres (contre 1 884,70 mètres mesurés en 1955 par l'IGN),.

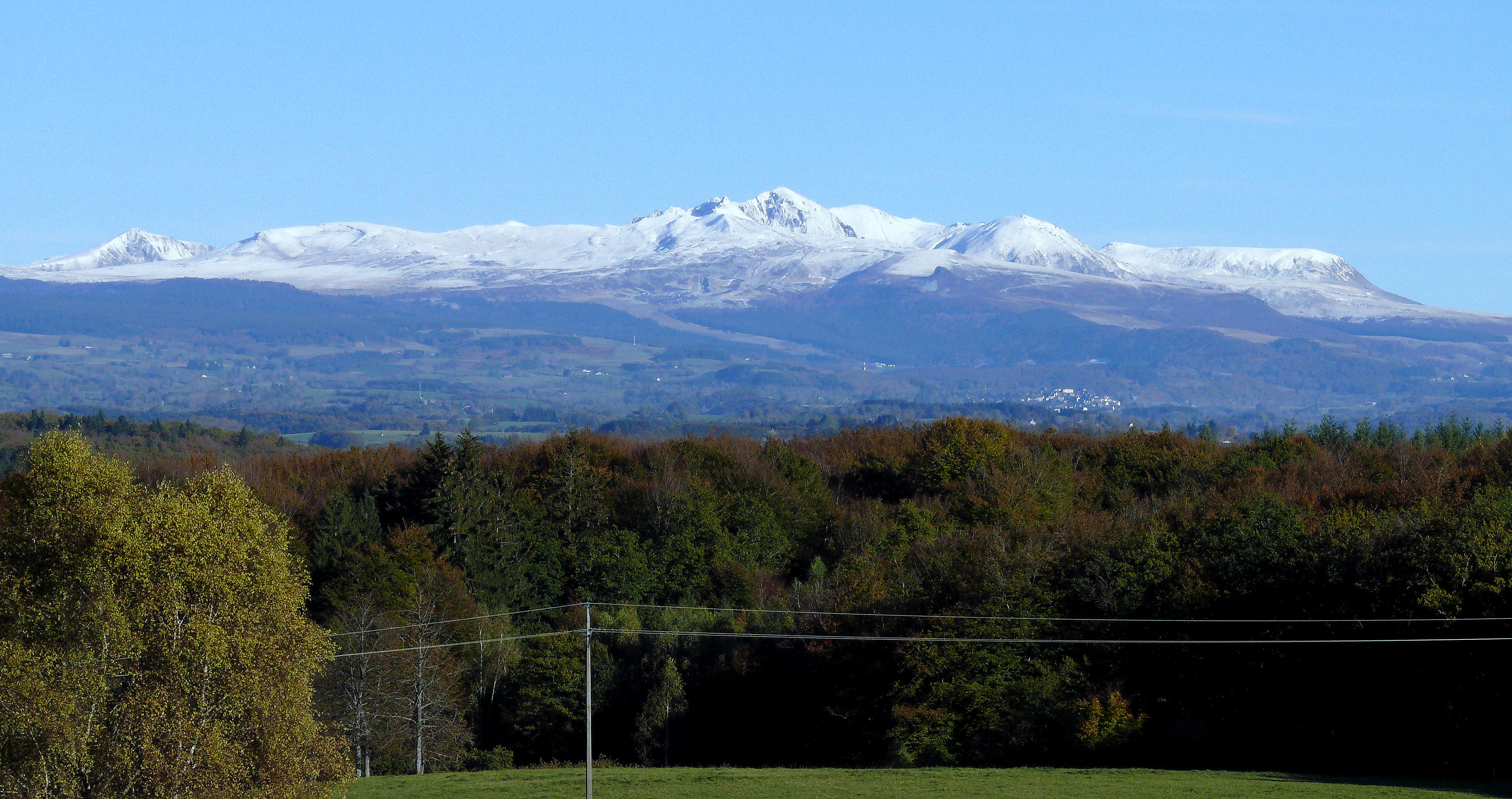
Vue générale du massif du Sancy depuis le sud-ouest.
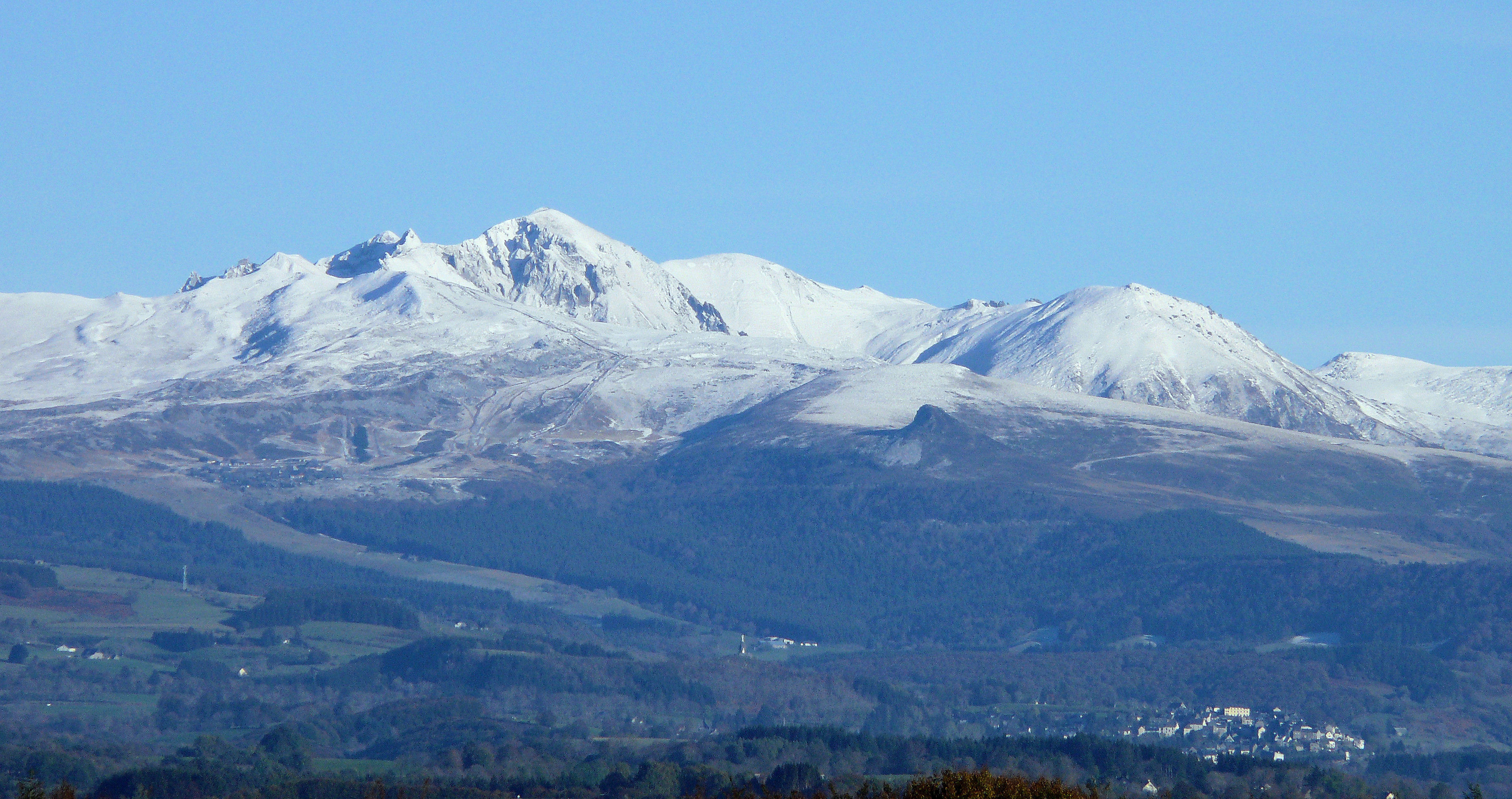
Vue plus rapprochée du massif depuis l'autoroute A89.

### Géologie

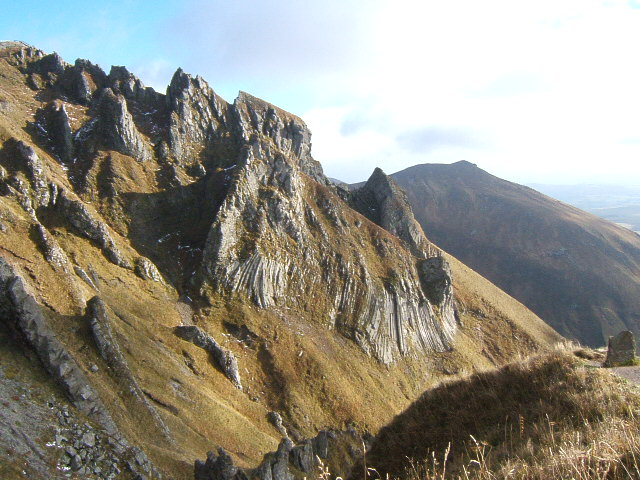
Les aiguilles du Diable : lave solidifiée près du sommet.

Le puy de Sancy est le point culminant du stratovolcan des monts Dore. Sa mise en place s'est faite sur le versant sud de ce massif entre 1 et 0,2 million d’années, période à l'issue de laquelle il atteignit vraisemblablement l'altitude de 2 500 m. Des éboulements massifs se sont produits par la suite puis l'érosion, en particulier glaciaire, a fini de façonner le sommet. Il se présente aujourd'hui sous la forme d'un neck de trachy-andésite claire à gros phénocristaux de sanidine. Cette roche est parfois aussi appelée sancyite par les géologues.
Il reste de cette activité volcanique des sources d'eau chargées en fer et autres minéraux, qui remontent à la surface chargées de gaz, comme la source de la vallée de Chaudefour ou les sources thermales du Mont-Dore et de La Bourboule.

### Climat
Du fait de sa hauteur relativement élevée et de son exposition aux flux d'ouest océaniques porteurs d'humidité, les précipitations enregistrées sur le massif sont importantes et la neige y fait son apparition dès le mois d'octobre. L'enneigement y est en général abondant durant la période hivernale et les névés persistent en général jusqu'à mi-juillet selon les années (un dicton local dit que le Sancy voit le blanc, c'est-à-dire la neige, tous les mois de l'année). Les vents au sommet peuvent être parfois très violents et le temps changer radicalement d'une heure à l'autre.

### Faune et flore
Chamois, mouflons et marmottes vivent sur le puy de Sancy. La marmotte des Alpes a été introduite sur le massif du Sancy de 1959 à 1981, le mouflon de Corse a été lâché dans la vallée de Chaudefour dès 1956. Le chamois a, quant à lui, été introduit en 1978 dans le Cantal, et fait le chemin tout seul pour rejoindre les sommets sancyliens. Leur population est suivie par l’Office français de la biodiversité (OFB).
Le massif du Sancy présente également un grand intérêt pour sa flore : on trouve ici un certain nombre d'espèces alpines qui sont très rares dans le Massif central comme la Soldanelle des Alpes, la Benoîte des montagnes, la Vergerette des Alpes (Erigeron alpinus), le Dryade à huit pétales… On y croise aussi une espèce endémique remarquable : la Jasione naine (Jasione crispa subsp. arvernensis) qui ne pousse que sur les sols de trachyandésite.

## Histoire
La région du puy est fréquentée dans l'Antiquité : lieu de thermalisme, la ville du Mont-Dore, sur son versant nord, possède des piscines dès l'époque gauloise ; les Romains y installent des thermes.
L'abbé Jean-Baptiste Blot, curé de Besse, passe pour avoir commandé en Autriche le 20 janvier 1902 les premières planches de ski de fond en frêne et introduit la pratique du ski dans sa commune durant cet hiver 1902. Selon la tradition locale, il aurait appris de lui-même à skier en s'exerçant de concert avec son vicaire, soutane au vent, afin de prêcher la bonne parole de ferme en ferme, et aurait voulu désenclaver son pays d'adoption par cette technique plus légère que le traîneau. En y popularisant le ski, il aurait ainsi favorisé le tourisme hivernal en Auvergne où l'agriculture montagnarde permettait tout juste de survivre et où l'exode rural risquait de désertifier les montagnes.
Le promoteur Jean Barbotte et l'aviateur Costes, devenu homme d'affaires, perçoivent le potentiel du développement des sports d'hiver et commandent à l'entreprise Applevage la construction au Mont-Dore du téléphérique qui rapproche considérablement le sommet du Sancy (le téléphérique dit no 1). Mis en service en 1936, il est le premier téléphérique du Massif central et le premier téléphérique de voyageurs du constructeur Applevage, et les investisseurs pensent alors que l'Auvergne concurrencera les Alpes en matière de ski, malgré des dénivellations moins importantes.
Le 25 février 2024, au cours d'une sortie hors-piste de ski-alpinisme dans le secteur du val d'Enfer, un groupe de neuf personnes a été pris dans une avalanche, entraînant la mort de quatre skieurs et blessant trois autres,.

## Activités

### Ascension
Le sommet du Sancy est accessible par la route départementale 983 depuis la ville de Mont-Dore, située à 4 km ; puis depuis le parking de la station de ski, on peut atteindre le sommet, soit à pied en une heure environ (par le val de Courre et le pas de l'Âne, par le GR 30 ou par le GR 4E), soit en empruntant le téléphérique (3 minutes pour atteindre la gare supérieure à 1 775 mètres d'altitude), puis en gravissant en 20 minutes environ l'escalier en bois de 864 marches qui mène au sommet et à sa table d'orientation,. D'autres itinéraires, beaucoup plus « aériens » et empruntés par les alpinistes, existent en face sud et en face nord (val d'Enfer). 
Du sommet, les visiteurs peuvent profiter d'un immense panorama, en particulier sur les monts du Cantal, et par beau temps apercevoir le mont Blanc,.

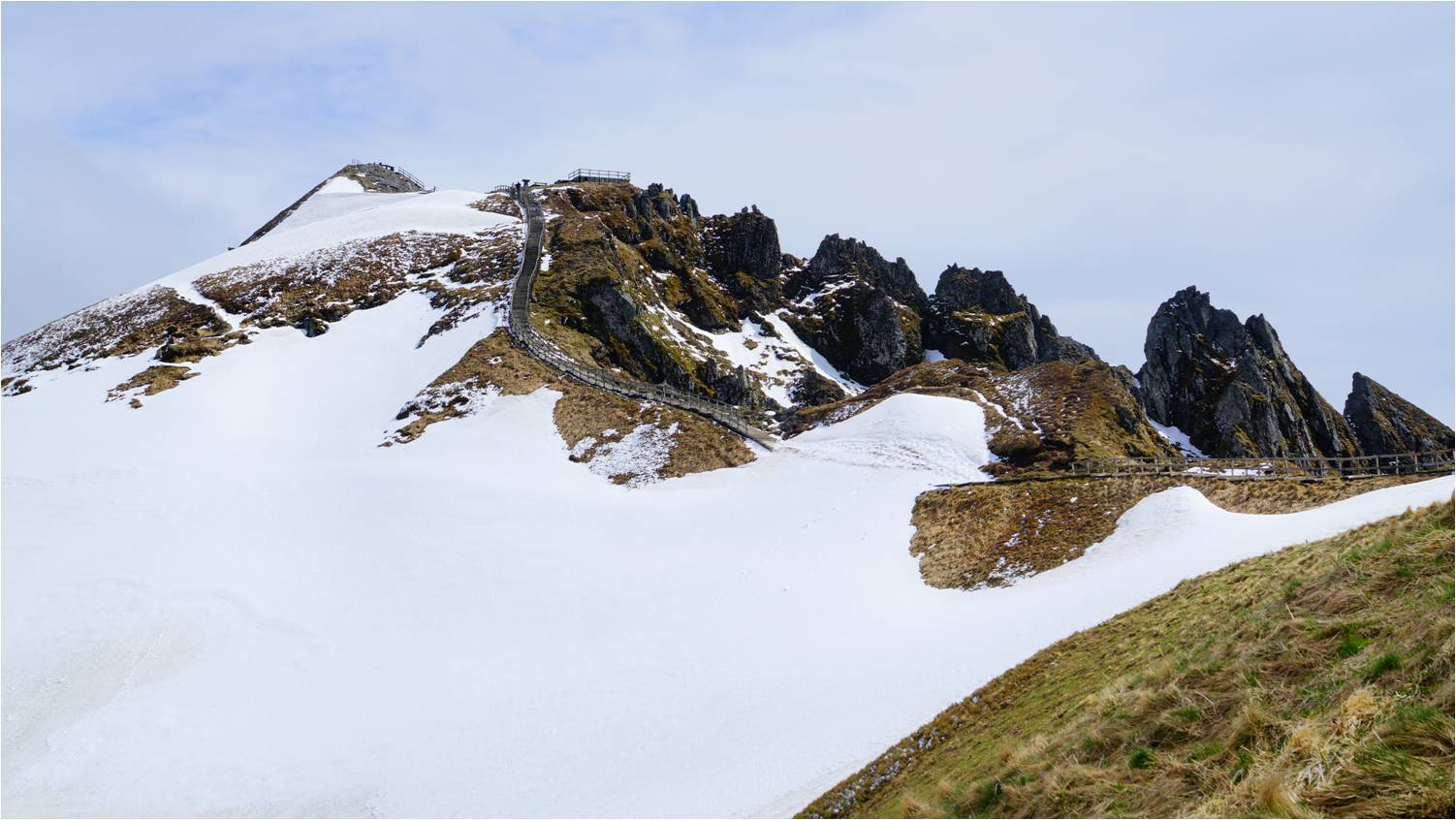
Vue en direction du sommet.
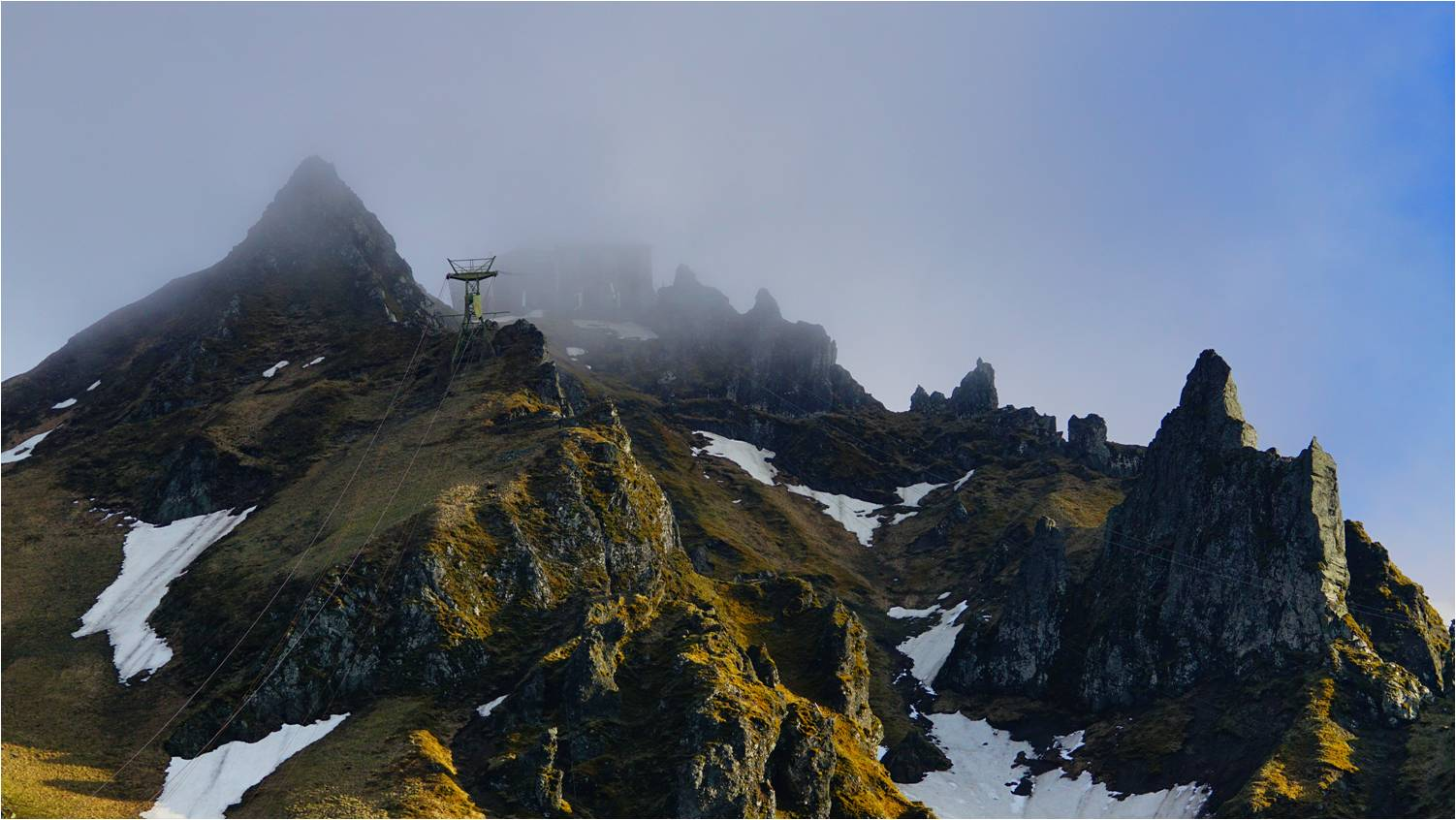
Vue de la gare téléphérique (dans la brume) et du rocher de l'Ours (à droite).
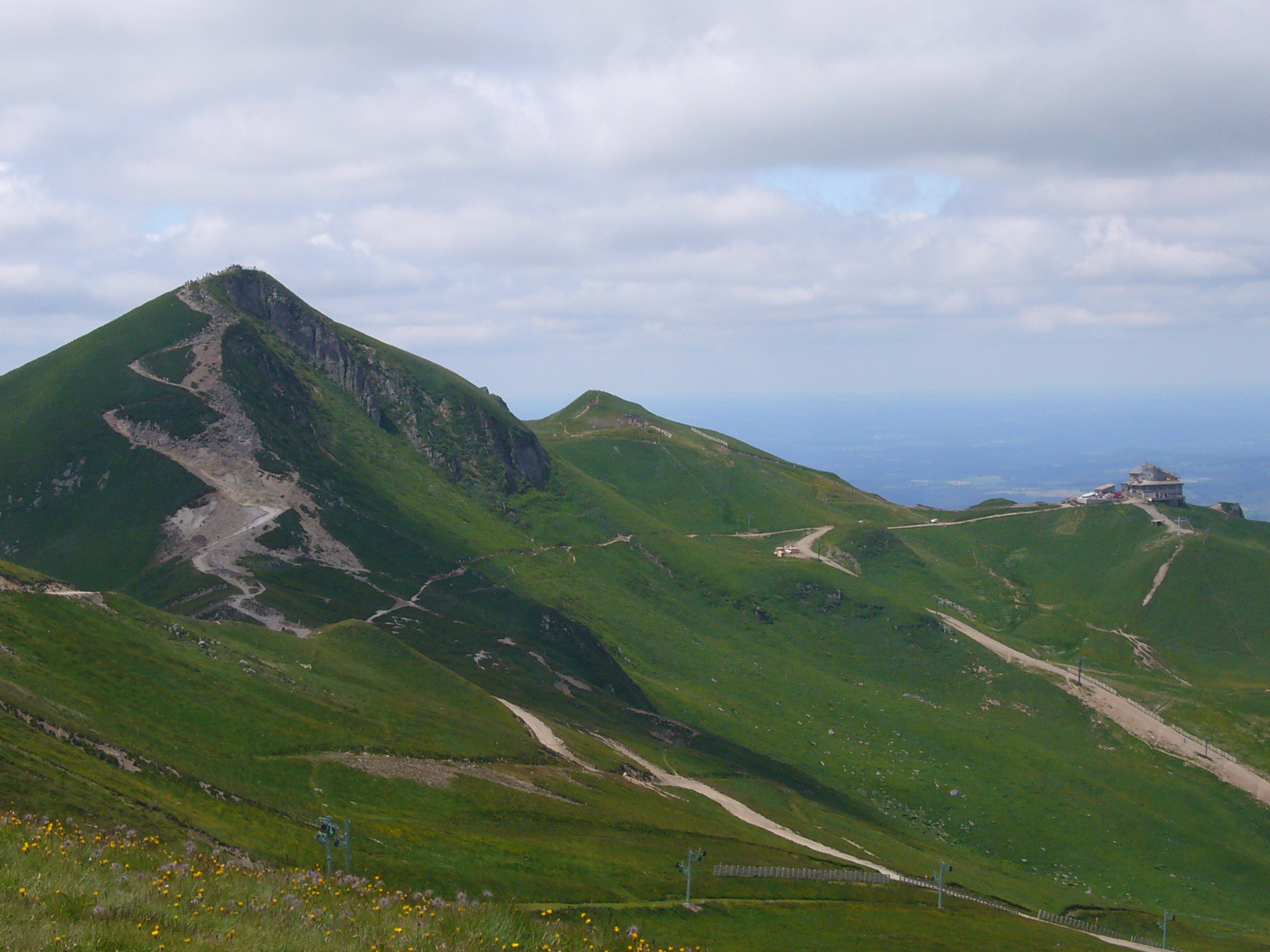
Le puy de Sancy et la gare supérieure du téléphérique.
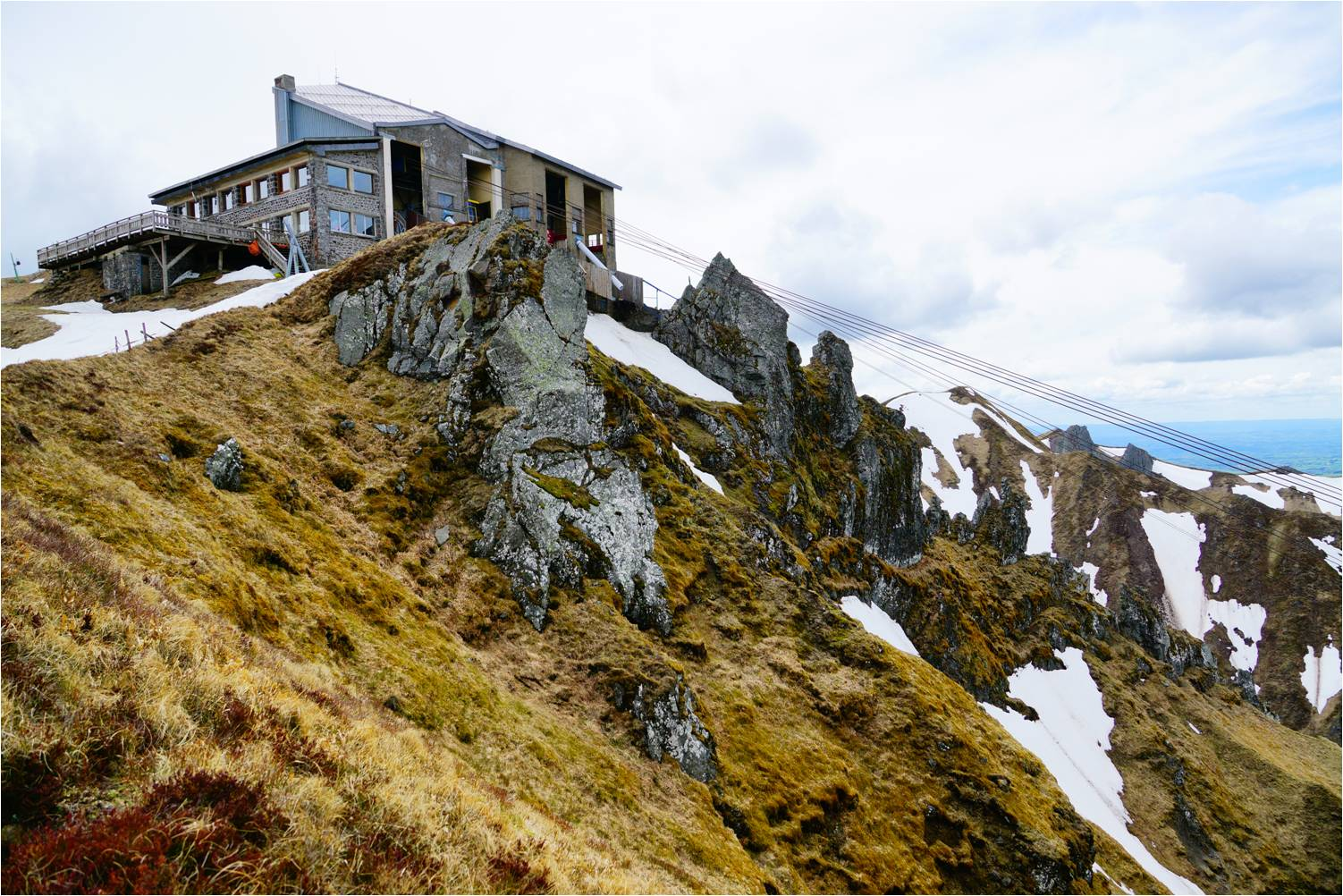
Vue de la gare d'arrivée.
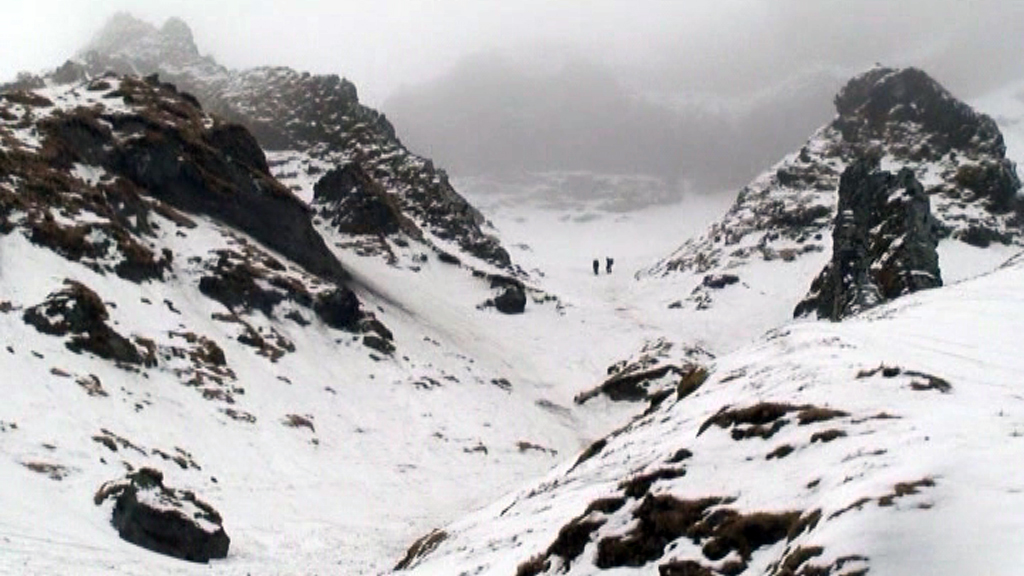
Le val d'Enfer, haut lieu de l'alpinisme hivernal en Auvergne.

### Sports d'hiver
Outre un important domaine nordique, le massif comprend trois stations de ski alpin : Super-Besse et Le Mont-Dore (ces deux stations étant reliées par deux téléskis) ainsi que Chastreix-Sancy. Il y avait également deux autres stations aujourd'hui fermées : Chambon-des-Neiges (fermée en 2002) et la Tour-Chambourguet (fermée en 1996).

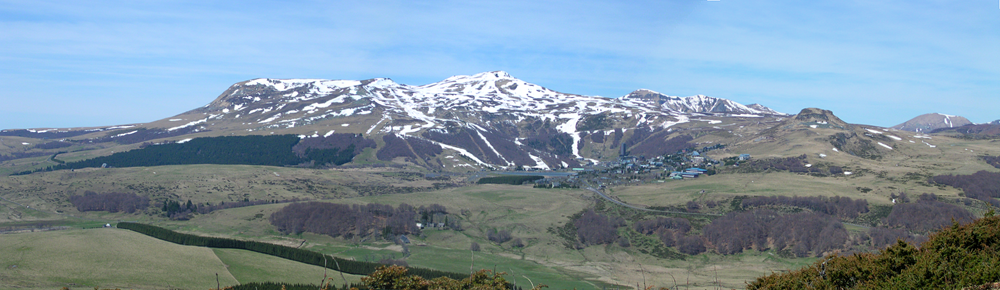
Face sud-ouest du puy de Sancy et station de ski de Super-Besse.

## Dans la culture
Le peintre paysagiste Paul Huet au cours d'un de ses voyages, a réalisé en 1847 une toile intitulée Le Val d'Enfer au pied du Sancy conservée au Musée des Beaux-Arts de Reims. Ce musée possède également l'esquisse préparatoire.